# Taavi Rõivas
Taavi Rõivas (* 26. září 1979 Tallinn) je estonský politik, který od dubna 2014 stojí v čele liberální Estonské reformní strany (Eesti Reformierakond). Mezi lety 2014–2016 byl předsedou vlády Estonska. V období 2012–2014 zastával úřad ministra sociálních věcí ve třetí vládě Andruse Ansipa, jako nejmladší člen kabinetu.
Prezident republiky Toomas Hendrik Ilves jej 14. března 2014 nominoval do premiérského úřadu, jako nástupce Andruse Ansipa. Následně se ujal vedení rozhovorů se Sociální demokracií o vytvoření nového kabinetu. Koaliční dohodu oba subjekty podepsaly 20. března a o čtyři dny později jeho nominaci schválil parlament Riigikogu. Sociální demokracie tak ve vládních křeslech nahradila dosavadního koaličního partnera reformistů liberálně-konzervativní uskupení Vlasteneckou unii a Res Publicu (Isamaa ja Res Publica Liit). Jmenováním za předsedu vlády dne 26. března se stal jako 34letý nejmladším premiérem v členských státech Evropské unie. V listopadu 2016 však po koaličních rozbrojích opustil vedení své strany i estonské vlády.
Absolvoval Univerzitu v Tartu. Kromě rodné estonštiny hovoří také anglicky, finsky a rusky. K roku 2014 udržoval partnerský vztah s estonskou popovou zpěvačkou Luisou Värkovou (* 1987), s níž měl jednu dceru.